# Interlands Joegoslavisch voetbalelftal 1970-1979
Deze pagina toont een chronologisch en gedetailleerd overzicht van de interlands die het Joegoslavisch voetbalelftal heeft gespeeld in de periode 1970 – 1979.

## Interlands

### 1970
|                                                                      |                   |       |                 |                                                                                |
| 8 april Vriendschappelijk № 323 «onderlinge duels» 18:00 uur (UTC+1) | Joegoslavië       | 1 – 1 | Oostenrijk      | Koševostadion, Sarajevo Toeschouwers: 6.985 Scheidsrechter: István Zsolt (HUN) |
| 8 april Vriendschappelijk № 323 «onderlinge duels» 18:00 uur (UTC+1) | Dušan Bajević 46' |       | 20' Helmut Redl | Koševostadion, Sarajevo Toeschouwers: 6.985 Scheidsrechter: István Zsolt (HUN) |

|                                                                       |                                                |       |                                    |                                                                                     |
| 12 april Vriendschappelijk № 324 «onderlinge duels» 15:00 uur (UTC+1) | Joegoslavië                                    | 2 – 2 | Hongarije                          | JNA Stadion, Belgrado Toeschouwers: 5.865 Scheidsrechter: Ferdinand Marschall (AUT) |
| 12 april Vriendschappelijk № 324 «onderlinge duels» 15:00 uur (UTC+1) | Miklós Páncsics 33' (e.d.) Branko Gračanin 48' |       | 17' László Fazekas 74' Ferenc Bene | JNA Stadion, Belgrado Toeschouwers: 5.865 Scheidsrechter: Ferdinand Marschall (AUT) |

|                                                                    |          |       |             |                                                                                         |
| 6 mei Vriendschappelijk № 325 «onderlinge duels» 17:15 uur (UTC+2) | Roemenië | 0 – 0 | Joegoslavië | Stadionul 23 August, Boekarest Toeschouwers: 34.438 Scheidsrechter: Petar Nikolov (BUL) |
| 6 mei Vriendschappelijk № 325 «onderlinge duels» 17:15 uur (UTC+2) |          |       |             | Stadionul 23 August, Boekarest Toeschouwers: 34.438 Scheidsrechter: Petar Nikolov (BUL) |

|                                                                     |                |       |             |                                                                                           |
| 13 mei Vriendschappelijk № 326 «onderlinge duels» 19:30 uur (UTC+1) | West-Duitsland | 1 – 0 | Joegoslavië | Niedersachsenstadion, Hannover Toeschouwers: 71.554 Scheidsrechter: Rudolf Scheurer (SUI) |
| 13 mei Vriendschappelijk № 326 «onderlinge duels» 19:30 uur (UTC+1) | Uwe Seeler 10' |       |             | Niedersachsenstadion, Hannover Toeschouwers: 71.554 Scheidsrechter: Rudolf Scheurer (SUI) |

|                                                                           |            |                   |             |                                                                                      |
| 10 september Vriendschappelijk № 327 «onderlinge duels» 18:30 uur (UTC+1) | Oostenrijk | 0 – 1             | Joegoslavië | Liebenauerstadion, Graz Toeschouwers: 12.914 Scheidsrechter: Antonio Sbardella (ITA) |
| 10 september Vriendschappelijk № 327 «onderlinge duels» 18:30 uur (UTC+1) |            | 41' Dušan Bajević |             | Liebenauerstadion, Graz Toeschouwers: 12.914 Scheidsrechter: Antonio Sbardella (ITA) |

|                                                                            |                         |       |                   |                                                                           |
| 11 oktober EK 1972 kwalificatie № 328 «onderlinge duels» 14:30 uur (UTC+1) | Nederland               | 1 – 1 | Joegoslavië       | De Kuip, Rotterdam Toeschouwers: 56.200 Scheidsrechter: Bill Mullan (SCO) |
| 11 oktober EK 1972 kwalificatie № 328 «onderlinge duels» 14:30 uur (UTC+1) | Rinus Israël 49' (pen.) |       | 22' Dragan Džajić | De Kuip, Rotterdam Toeschouwers: 56.200 Scheidsrechter: Bill Mullan (SCO) |

|                                                                            |           |                                 |             |                                                                                   |
| 14 oktober EK 1972 kwalificatie № 329 «onderlinge duels» 19:30 uur (UTC+1) | Luxemburg | 0 – 2                           | Joegoslavië | Stade Municipal, Luxemburg Toeschouwers: 5.163 Scheidsrechter: Vital Loraux (BEL) |
| 14 oktober EK 1972 kwalificatie № 329 «onderlinge duels» 19:30 uur (UTC+1) |           | 44' Josip Bukal 64' Josip Bukal |             | Stade Municipal, Luxemburg Toeschouwers: 5.163 Scheidsrechter: Vital Loraux (BEL) |

|                                                                         |                                                                                |       |             |                                                                                          |
| 28 oktober Vriendschappelijk № 330 «onderlinge duels» 19:30 uur (UTC+3) | Sovjet-Unie                                                                    | 4 – 0 | Joegoslavië | Centraal Leninstadion, Moskou Toeschouwers: 15.976 Scheidsrechter: Marian Środecki (POL) |
| 28 oktober Vriendschappelijk № 330 «onderlinge duels» 19:30 uur (UTC+3) | Vitali Sjevtsjenko 20' Vladimir Fedotov 34' Viktor Kolotov 55' Givi Nodiya 76' |       |             | Centraal Leninstadion, Moskou Toeschouwers: 15.976 Scheidsrechter: Marian Środecki (POL) |

|                                                                          |                                   |       |                |                                                                                    |
| 18 november Vriendschappelijk № 331 «onderlinge duels» 17:00 uur (UTC+1) | Joegoslavië                       | 2 – 0 | West-Duitsland | Maksimirstadion, Zagreb Toeschouwers: 25.000 Scheidsrechter: László Vízhányó (HUN) |
| 18 november Vriendschappelijk № 331 «onderlinge duels» 17:00 uur (UTC+1) | Josip Bukal 57' Dragan Džajić 87' |       |                | Maksimirstadion, Zagreb Toeschouwers: 25.000 Scheidsrechter: László Vízhányó (HUN) |

### 1971
|                                                                         |                                    |       |           |                                                                                         |
| 4 april EK 1972 kwalificatie № 332 «onderlinge duels» 15:00 uur (UTC+1) | Joegoslavië                        | 2 – 0 | Nederland | Stadion pod Marjanom, Split Toeschouwers: 15.563 Scheidsrechter: Kurt Tschenscher (FRG) |
| 4 april EK 1972 kwalificatie № 332 «onderlinge duels» 15:00 uur (UTC+1) | Jure Jerković 8' Dragan Džajić 39' |       |           | Stadion pod Marjanom, Split Toeschouwers: 15.563 Scheidsrechter: Kurt Tschenscher (FRG) |

|                                                                       |             |                         |          |                                                                                             |
| 21 april Vriendschappelijk № 333 «onderlinge duels» 18:00 uur (UTC+1) | Joegoslavië | 0 – 1                   | Roemenië | Stadion Vojvodine, Novi Sad Toeschouwers: 15.430 Scheidsrechter: Stathis Papavasiliou (GRE) |
| 21 april Vriendschappelijk № 333 «onderlinge duels» 18:00 uur (UTC+1) |             | 57' Emerich Dembrovschi |          | Stadion Vojvodine, Novi Sad Toeschouwers: 15.430 Scheidsrechter: Stathis Papavasiliou (GRE) |

|                                                                       |                  |       |                                       |                                                                                  |
| 9 mei EK 1972 kwalificatie № 334 «onderlinge duels» 15:00 uur (UTC+1) | DDR              | 1 – 2 | Joegoslavië                           | Zentralstadion, Leipzig Toeschouwers: 94.876 Scheidsrechter: Paul Schiller (AUT) |
| 9 mei EK 1972 kwalificatie № 334 «onderlinge duels» 15:00 uur (UTC+1) | Wolfram Löwe 70' |       | 11' Zoran Filipović 19' Dragan Džajić | Zentralstadion, Leipzig Toeschouwers: 94.876 Scheidsrechter: Paul Schiller (AUT) |

|                                                                      |                          |       |                                     |                                                                                   |
| 18 juli Vriendschappelijk № 335 «onderlinge duels» 15:00 uur (UTC−3) | Brazilië                 | 2 – 2 | Joegoslavië                         | Maracanã, Rio de Janeiro Toeschouwers: 138.575 Scheidsrechter: Vital Loraux (BEL) |
| 18 juli Vriendschappelijk № 335 «onderlinge duels» 15:00 uur (UTC−3) | Rivellino 60' Gérson 65' |       | 35' Dragan Džajić 70' Jure Jerković | Maracanã, Rio de Janeiro Toeschouwers: 138.575 Scheidsrechter: Vital Loraux (BEL) |

|                                                                          |                                           |       |                 |                                                                                 |
| 1 september Vriendschappelijk № 336 «onderlinge duels» 18:30 uur (UTC+1) | Hongarije                                 | 2 – 1 | Joegoslavië     | Népstadion, Boedapest Toeschouwers: 36.000 Scheidsrechter: Erich Linemayr (AUT) |
| 1 september Vriendschappelijk № 336 «onderlinge duels» 18:30 uur (UTC+1) | Dragan Holcer 64' (e.d.) István Szőke 82' |       | 13' Brane Oblak | Népstadion, Boedapest Toeschouwers: 36.000 Scheidsrechter: Erich Linemayr (AUT) |

|                                                                           |                                                                    |       |        |                                                                                 |
| 22 september Vriendschappelijk № 337 «onderlinge duels» 18:00 uur (UTC+1) | Joegoslavië                                                        | 4 – 0 | Mexico | Koševostadion, Sarajevo Toeschouwers: 20.000 Scheidsrechter: Sándor Petri (HUN) |
| 22 september Vriendschappelijk № 337 «onderlinge duels» 18:00 uur (UTC+1) | Josip Bukal 18' Jovan Aćimović 37' Brane Oblak 70' Josip Bukal 80' |       |        | Koševostadion, Sarajevo Toeschouwers: 20.000 Scheidsrechter: Sándor Petri (HUN) |

|                                                                            |             |       |     |                                                                             |
| 16 oktober EK 1972 kwalificatie № 338 «onderlinge duels» 14:30 uur (UTC+1) | Joegoslavië | 0 – 0 | DDR | JNA Stadion, Belgrado Toeschouwers: 2.340 Scheidsrechter: Jack Taylor (ENG) |
| 16 oktober EK 1972 kwalificatie № 338 «onderlinge duels» 14:30 uur (UTC+1) |             |       |     | JNA Stadion, Belgrado Toeschouwers: 2.340 Scheidsrechter: Jack Taylor (ENG) |

|                                                                            |             |       |           |                                                                                         |
| 27 oktober EK 1972 kwalificatie № 339 «onderlinge duels» 14:30 uur (UTC+1) | Joegoslavië | 0 – 0 | Luxemburg | Pod Goricomstadion, Titograd Toeschouwers: 10.022 Scheidsrechter: Muzaffer Sarvan (TUR) |
| 27 oktober EK 1972 kwalificatie № 339 «onderlinge duels» 14:30 uur (UTC+1) |             |       |           | Pod Goricomstadion, Titograd Toeschouwers: 10.022 Scheidsrechter: Muzaffer Sarvan (TUR) |

### 1972
|                                                                          |             |       |             |                                                                                       |
| 30 april EK 1972 kwalificatie № 340 «onderlinge duels» 16:00 uur (UTC+1) | Joegoslavië | 0 – 0 | Sovjet-Unie | Rode Sterstadion, Belgrado Toeschouwers: 58.312 Scheidsrechter: Rudolf Scheurer (SUI) |
| 30 april EK 1972 kwalificatie № 340 «onderlinge duels» 16:00 uur (UTC+1) |             |       |             | Rode Sterstadion, Belgrado Toeschouwers: 58.312 Scheidsrechter: Rudolf Scheurer (SUI) |

|                                                                        |                                                                  |       |             |                                                                                           |
| 14 mei EK 1972 kwalificatie № 341 «onderlinge duels» 17:00 uur (UTC+3) | Sovjet-Unie                                                      | 3 – 0 | Joegoslavië | Centraal Leninstadion, Moskou Toeschouwers: 90.263 Scheidsrechter: Aurelio Angonese (ITA) |
| 14 mei EK 1972 kwalificatie № 341 «onderlinge duels» 17:00 uur (UTC+3) | Viktor Kolotov 53' Anatoli Banişevski 74' Eduard Kozinkevich 90' |       |             | Centraal Leninstadion, Moskou Toeschouwers: 90.263 Scheidsrechter: Aurelio Angonese (ITA) |

| Braziliaanse Onafhankelijkheidsbeker |
| ------------------------------------ |

|                                                                                              |           | |             |                                                                                         |
| 14 juni Taça Independência Groep C (eerste ronde) № 342 «onderlinge duels» 17:00 uur (UTC−3) | Venezuela | 0 – 10 | Joegoslavië | Estádio Belfort Duarte, Curitiba Toeschouwers: 7.301 Scheidsrechter: Ove Dahlberg (SWE) |
| 14 juni Taça Independência Groep C (eerste ronde) № 342 «onderlinge duels» 17:00 uur (UTC−3) |           | 5' Dušan Bajević 7' Dušan Bajević 20' Dragan Džajić 37' Jovan Aćimović 44' Danilo Popivoda 48' Dušan Bajević 51' Dragoslav Stepanović 54' Josip Katalinski 68' Dušan Bajević 74' Dušan Bajević |             | Estádio Belfort Duarte, Curitiba Toeschouwers: 7.301 Scheidsrechter: Ove Dahlberg (SWE) |

|                                                                                              |                    |       |                      |                                                                                |
| 18 juni Taça Independência Groep C (eerste ronde) № 343 «onderlinge duels» 17:30 uur (UTC−4) | Bolivia            | 1 – 1 | Joegoslavië          | Morenão, Campo Grande Toeschouwers: 15.000 Scheidsrechter: Abraham Klein (ISR) |
| 18 juni Taça Independência Groep C (eerste ronde) № 343 «onderlinge duels» 17:30 uur (UTC−4) | Mario Pariente 78' |       | 32' Josip Katalinski | Morenão, Campo Grande Toeschouwers: 15.000 Scheidsrechter: Abraham Klein (ISR) |

|                                                                                              |                       |       |                                     |                                                                           |
| 21 juni Taça Independência Groep C (eerste ronde) № 344 «onderlinge duels» 21:00 uur (UTC−4) | Paraguay              | 1 – 2 | Joegoslavië                         | Vivaldão, Manaus Toeschouwers: 25.000 Scheidsrechter: Abraham Klein (ISR) |
| 21 juni Taça Independência Groep C (eerste ronde) № 344 «onderlinge duels» 21:00 uur (UTC−4) | Adalberto Escobar 17' |       | 51' Dušan Bajević 84' Dušan Bajević | Vivaldão, Manaus Toeschouwers: 25.000 Scheidsrechter: Abraham Klein (ISR) |

|                                                                                              |                     |       |                                    |                                                                                        |
| 25 juni Taça Independência Groep C (eerste ronde) № 345 «onderlinge duels» 17:30 uur (UTC−4) | Peru                | 1 – 2 | Joegoslavië                        | Vivaldão, Manaus Toeschouwers: 14.559 Scheidsrechter: Alfonso González Archundia (MEX) |
| 25 juni Taça Independência Groep C (eerste ronde) № 345 «onderlinge duels» 17:30 uur (UTC−4) | Oswaldo Ramirez 11' |       | 3' Dušan Bajević 39' Dušan Bajević | Vivaldão, Manaus Toeschouwers: 14.559 Scheidsrechter: Alfonso González Archundia (MEX) |

|                                                                                              |                               |       |                                     |                                                                                   |
| 29 juni Taça Independência Groep A (tweede ronde) № 346 «onderlinge duels» 21:00 uur (UTC−3) | Schotland                     | 2 – 2 | Joegoslavië                         | Mineirão, Belo Horizonte Toeschouwers: 3.492 Scheidsrechter: Ángel Coerezza (ARG) |
| 29 juni Taça Independência Groep A (tweede ronde) № 346 «onderlinge duels» 21:00 uur (UTC−3) | Lou Macari 40' Lou Macari 67' |       | 60' Dušan Bajević 86' Jure Jerković | Mineirão, Belo Horizonte Toeschouwers: 3.492 Scheidsrechter: Ángel Coerezza (ARG) |

|                                                                                             |                                         |       |             |                                                                                       |
| 2 juli Taça Independência Groep A (tweede ronde) № 347 «onderlinge duels» 21:00 uur (UTC−3) | Brazilië                                | 3 – 0 | Joegoslavië | Estádio do Morumbi, São Paulo Toeschouwers: 74.218 Scheidsrechter: Ove Dahlberg (SWE) |
| 2 juli Taça Independência Groep A (tweede ronde) № 347 «onderlinge duels» 21:00 uur (UTC−3) | Leivinha 22' Leivinha 25' Jairzinho 65' |       |             | Estádio do Morumbi, São Paulo Toeschouwers: 74.218 Scheidsrechter: Ove Dahlberg (SWE) |

|                                                                                             |                    |       |                                     |                                                                                          |
| 6 juli Taça Independência Groep A (tweede ronde) № 348 «onderlinge duels» 21:00 uur (UTC−3) | Tsjecho-Slowakije  | 1 – 2 | Joegoslavië                         | Estádio do Pacaembu, São Paulo Toeschouwers: 2.509 Scheidsrechter: Armando Marques (BRA) |
| 6 juli Taça Independência Groep A (tweede ronde) № 348 «onderlinge duels» 21:00 uur (UTC−3) | Anton Hrušecký 87' |       | 19' Dušan Bajević 77' Dragan Džajić | Estádio do Pacaembu, São Paulo Toeschouwers: 2.509 Scheidsrechter: Armando Marques (BRA) |

|                                                                                   |                                                            |       |                                                                            |                                                                                   |
| 9 juli Taça Independência Troostfinale № 349 «onderlinge duels» 16:00 uur (UTC−3) | Argentinië                                                 | 2 – 4 | Joegoslavië                                                                | Maracanã, Rio de Janeiro Toeschouwers: 99.138 Scheidsrechter: Paul Schiller (AUT) |
| 9 juli Taça Independência Troostfinale № 349 «onderlinge duels» 16:00 uur (UTC−3) | Miguel Ángel Brindisi 58' Miguel Ángel Brindisi 90' (pen.) |       | 26' Dušan Bajević 36' Josip Katalinski 64' Dragan Džajić 82' Dušan Bajević | Maracanã, Rio de Janeiro Toeschouwers: 99.138 Scheidsrechter: Paul Schiller (AUT) |

|  |  |  |  |  |  |  |  |  |

|                                                                           |                                                         |       |                     |                                                                                 |
| 20 september Vriendschappelijk № 350 «onderlinge duels» 16:30 uur (UTC+2) | Italië                                                  | 3 – 1 | Joegoslavië         | Stadio Comunale, Turijn Toeschouwers: 59.000 Scheidsrechter: Vital Loraux (BEL) |
| 20 september Vriendschappelijk № 350 «onderlinge duels» 16:30 uur (UTC+2) | Gigi Riva 54' Giorgio Chinaglia 71' Pietro Anastasi 83' |       | 73' Momčilo Vukotić | Stadio Comunale, Turijn Toeschouwers: 59.000 Scheidsrechter: Vital Loraux (BEL) |

|                                                                         |               |       |                   |                                                                                     |
| 11 oktober Vriendschappelijk № 351 «onderlinge duels» 19:45 uur (UTC+1) | Engeland      | 1 – 1 | Joegoslavië       | Wembley Stadium, Londen Toeschouwers: 50.000 Scheidsrechter: Aurelio Angonese (ITA) |
| 11 oktober Vriendschappelijk № 351 «onderlinge duels» 19:45 uur (UTC+1) | Joe Royle 40' |       | 50' Franjo Vladić | Wembley Stadium, Londen Toeschouwers: 50.000 Scheidsrechter: Aurelio Angonese (ITA) |

|                                                                          |                                     |       |                                     | |
| 19 oktober WK 1974 kwalificatie № 352 «onderlinge duels» 20:30 uur (UTC) | Spanje                              | 2 – 2 | Joegoslavië                         | Estadio Insular, Las Palmas de Gran Canaria Toeschouwers: 14.161 Scheidsrechter: Keith Walker (ENG) |
| 19 oktober WK 1974 kwalificatie № 352 «onderlinge duels» 20:30 uur (UTC) | Amancio Amaro Varela 30' Asensi 89' |       | 52' Dušan Bajević 61' Dušan Bajević | Estadio Insular, Las Palmas de Gran Canaria Toeschouwers: 14.161 Scheidsrechter: Keith Walker (ENG) |

|                                                                             |                    |       |             |                                                                                        |
| 18 november WK 1974 kwalificatie № 353 «onderlinge duels» 13:30 uur (UTC+1) | Joegoslavië        | 1 – 0 | Griekenland | Rode Sterstadion, Belgrado Toeschouwers: 60.104 Scheidsrechter: Kurt Tschenscher (FRG) |
| 18 november WK 1974 kwalificatie № 353 «onderlinge duels» 13:30 uur (UTC+1) | Jovan Aćimović 13' |       |             | Rode Sterstadion, Belgrado Toeschouwers: 60.104 Scheidsrechter: Kurt Tschenscher (FRG) |

### 1973
|                                                       |         |                                                                                             |             |                                                                                            |
| 4 februari Vriendschappelijk № 354 «onderlinge duels» | Tunesië | 0 – 5                                                                                       | Joegoslavië | Stade Olympique El Menzah, Tunis Toeschouwers: 10.000 Scheidsrechter: Bechir Khelifi (TUN) |
| 4 februari Vriendschappelijk № 354 «onderlinge duels» |         | 12' Dušan Bajević 26' Franjo Vladić 60' Ilija Petković 63' Ilija Petković 80' Dušan Bajević |             | Stade Olympique El Menzah, Tunis Toeschouwers: 10.000 Scheidsrechter: Bechir Khelifi (TUN) |

|                                                                    |                |                          |             |                                                                                |
| 9 mei Vriendschappelijk № 355 «onderlinge duels» 19:30 uur (UTC+1) | West-Duitsland | 0 – 1                    | Joegoslavië | Olympiastadion, München Toeschouwers: 55.000 Scheidsrechter: Josef Bucek (AUT) |
| 9 mei Vriendschappelijk № 355 «onderlinge duels» 19:30 uur (UTC+1) |                | 76' (pen.) Dušan Bajević |             | Olympiastadion, München Toeschouwers: 55.000 Scheidsrechter: Josef Bucek (AUT) |

|                                                                     |                                              |       |                                          |                                                                                          |
| 13 mei Vriendschappelijk № 356 «onderlinge duels» 15:00 uur (UTC+1) | Polen                                        | 2 – 2 | Joegoslavië                              | Stadion Dziesięciolecia, Warschau Toeschouwers: 35.000 Scheidsrechter: Henry Øberg (NOR) |
| 13 mei Vriendschappelijk № 356 «onderlinge duels» 15:00 uur (UTC+1) | Włodzimierz Lubański 1' Bohdan Masztaler 86' |       | 15' Miroslav Pavlović 59' Nenad Bjeković | Stadion Dziesięciolecia, Warschau Toeschouwers: 35.000 Scheidsrechter: Henry Øberg (NOR) |

|                                                                           |                    |       |                 |                                                                                 |
| 26 september Vriendschappelijk № 357 «onderlinge duels» 18:15 uur (UTC+1) | Joegoslavië        | 1 – 1 | Hongarije       | JNA Stadion, Belgrado Toeschouwers: 25.000 Scheidsrechter: Sergio Gonella (ITA) |
| 26 september Vriendschappelijk № 357 «onderlinge duels» 18:15 uur (UTC+1) | Nenad Bjeković 17' |       | 47' Ferenc Bene | JNA Stadion, Belgrado Toeschouwers: 25.000 Scheidsrechter: Sergio Gonella (ITA) |

|                                                                            |             |       |        |                                                                                   |
| 21 oktober WK 1974 kwalificatie № 358 «onderlinge duels» 14:30 uur (UTC+1) | Joegoslavië | 0 – 0 | Spanje | Maksimirstadion, Zagreb Toeschouwers: 61.010 Scheidsrechter: Erich Linemayr (AUT) |
| 21 oktober WK 1974 kwalificatie № 358 «onderlinge duels» 14:30 uur (UTC+1) |             |       |        | Maksimirstadion, Zagreb Toeschouwers: 61.010 Scheidsrechter: Erich Linemayr (AUT) |

|                                                                             |                                                     |       |                                                                              |                                                                                                 |
| 19 december WK 1974 kwalificatie № 359 «onderlinge duels» 14:45 uur (UTC+2) | Griekenland                                         | 2 – 4 | Joegoslavië                                                                  | Georgios Karaiskákisstadion, Piraeus Toeschouwers: 7.768 Scheidsrechter: Kurt Tschenscher (FRG) |
| 19 december WK 1974 kwalificatie № 359 «onderlinge duels» 14:45 uur (UTC+2) | Kostas Eleftherakis 33' Josip Katalinski 45' (e.d.) |       | 12' Dušan Bajević 15' Stanislav Karasi 62' Ivica Šurjak 90' Stanislav Karasi | Georgios Karaiskákisstadion, Piraeus Toeschouwers: 7.768 Scheidsrechter: Kurt Tschenscher (FRG) |

### 1974
|                                                                                      |        |                      |             |                                                                                        |
| 13 februari WK 1974 kwalificatie Play-off № 360 «onderlinge duels» 19:30 uur (UTC+1) | Spanje | 0 – 1                | Joegoslavië | Waldstadion, Frankfurt am Main Toeschouwers: 62.000 Scheidsrechter: Vital Loraux (BEL) |
| 13 februari WK 1974 kwalificatie Play-off № 360 «onderlinge duels» 19:30 uur (UTC+1) |        | 13' Josip Katalinski |             | Waldstadion, Frankfurt am Main Toeschouwers: 62.000 Scheidsrechter: Vital Loraux (BEL) |

|                                                                       |             |                   |             |                                                                              |
| 17 april Vriendschappelijk № 361 «onderlinge duels» 18:00 uur (UTC+1) | Joegoslavië | 0 – 1             | Sovjet-Unie | Bilino Polje, Zenica Toeschouwers: 35.000 Scheidsrechter: Sándor Petri (HUN) |
| 17 april Vriendschappelijk № 361 «onderlinge duels» 18:00 uur (UTC+1) |             | 50' Davit Kipiani |             | Bilino Polje, Zenica Toeschouwers: 35.000 Scheidsrechter: Sándor Petri (HUN) |

|                                                                     |                                                  |       |                                       |                                                                                           |
| 29 mei Vriendschappelijk № 362 «onderlinge duels» 17:00 uur (UTC+1) | Hongarije                                        | 3 – 2 | Joegoslavië                           | MOL Aréna Sóstó, Székesfehérvár Toeschouwers: 16.000 Scheidsrechter: Heinz Aldinger (FRG) |
| 29 mei Vriendschappelijk № 362 «onderlinge duels» 17:00 uur (UTC+1) | János Máté 55' László Fazekas 65' János Máté 85' |       | 18' Danilo Popivoda 21' Jure Jerković | MOL Aréna Sóstó, Székesfehérvár Toeschouwers: 16.000 Scheidsrechter: Heinz Aldinger (FRG) |

|                                                                     |                                    |       |                                  |                                                                                      |
| 5 juni Vriendschappelijk № 363 «onderlinge duels» 18:00 uur (UTC+1) | Joegoslavië                        | 2 – 2 | Engeland                         | Rode Sterstadion, Belgrado Toeschouwers: 80.000 Scheidsrechter: Sergio Gonella (ITA) |
| 5 juni Vriendschappelijk № 363 «onderlinge duels» 18:00 uur (UTC+1) | Ilija Petković 23' Brane Oblak 50' |       | 6' Mick Channon 75' Kevin Keegan | Rode Sterstadion, Belgrado Toeschouwers: 80.000 Scheidsrechter: Sergio Gonella (ITA) |

| Wereldkampioenschap voetbal 1974 |
| -------------------------------- |

|                                                                    |          |       |             |                                                                                           |
| 13 juni WK 1974 Groep 2 № 364 «onderlinge duels» 17:00 uur (UTC+1) | Brazilië | 0 – 0 | Joegoslavië | Waldstadion, Frankfurt am Main Toeschouwers: 62.000 Scheidsrechter: Rudolf Scheurer (SUI) |
| 13 juni WK 1974 Groep 2 № 364 «onderlinge duels» 17:00 uur (UTC+1) |          |       |             | Waldstadion, Frankfurt am Main Toeschouwers: 62.000 Scheidsrechter: Rudolf Scheurer (SUI) |

|                                                                    |       | |             |                                                                                    |
| 18 juni WK 1974 Groep 2 № 365 «onderlinge duels» 19:30 uur (UTC+1) | Zaïre | 0 – 9 | Joegoslavië | Parkstadion, Gelsenkirchen Toeschouwers: 31.700 Scheidsrechter: Omar Delgado (COL) |
| 18 juni WK 1974 Groep 2 № 365 «onderlinge duels» 19:30 uur (UTC+1) |       | 8' Dušan Bajević 14' Dragan Džajić 18' Ivica Šurjak 28' Josip Katalinski 30' Dušan Bajević 38' Vladislav Bogićević 51' Brane Oblak 65' Ilija Petković 81' Dušan Bajević |             | Parkstadion, Gelsenkirchen Toeschouwers: 31.700 Scheidsrechter: Omar Delgado (COL) |

|                                                                    |                |       |                      | |
| 22 juni WK 1974 Groep 2 № 366 «onderlinge duels» 16:00 uur (UTC+1) | Schotland      | 1 – 1 | Joegoslavië          | Waldstadion, Frankfurt am Main Toeschouwers: 56.000 Scheidsrechter: Alfonso González Archundia (MEX) |
| 22 juni WK 1974 Groep 2 № 366 «onderlinge duels» 16:00 uur (UTC+1) | Joe Jordan 89' |       | 81' Stanislav Karasi | Waldstadion, Frankfurt am Main Toeschouwers: 56.000 Scheidsrechter: Alfonso González Archundia (MEX) |

|                                                                    |                                   |       |             |                                                                                     |
| 26 juni WK 1974 Groep B № 367 «onderlinge duels» 16:00 uur (UTC+1) | West-Duitsland                    | 2 – 0 | Joegoslavië | Rheinstadion, Düsseldorf Toeschouwers: 67.385 Scheidsrechter: Armando Marques (BRA) |
| 26 juni WK 1974 Groep B № 367 «onderlinge duels» 16:00 uur (UTC+1) | Paul Breitner 39' Gerd Müller 80' |       |             | Rheinstadion, Düsseldorf Toeschouwers: 67.385 Scheidsrechter: Armando Marques (BRA) |

|                                                                    |                            |       |                                        |                                                                                         |
| 30 juni WK 1974 Groep B № 368 «onderlinge duels» 16:00 uur (UTC+1) | Polen                      | 2 – 1 | Joegoslavië                            | Waldstadion, Frankfurt am Main Toeschouwers: 53.200 Scheidsrechter: Rudi Glöckner (DDR) |
| 30 juni WK 1974 Groep B № 368 «onderlinge duels» 16:00 uur (UTC+1) | Kazimierz Deyna 24' (pen.) |       | 43' Stanislav Karasi 63' Grzegorz Lato | Waldstadion, Frankfurt am Main Toeschouwers: 53.200 Scheidsrechter: Rudi Glöckner (DDR) |

|                                                                   |                                        |       |                  |                                                                                    |
| 3 juli WK 1974 Groep B № 369 «onderlinge duels» 19:30 uur (UTC+1) | Zweden                                 | 2 – 1 | Joegoslavië      | Rheinstadion, Düsseldorf Toeschouwers: 15.000 Scheidsrechter: Luis Pestarino (ARG) |
| 3 juli WK 1974 Groep B № 369 «onderlinge duels» 19:30 uur (UTC+1) | Ralf Edström 29' Conny Torstensson 85' |       | 27' Ivica Šurjak | Rheinstadion, Düsseldorf Toeschouwers: 15.000 Scheidsrechter: Luis Pestarino (ARG) |

|  |  |  |  |  |  |  |  |  |

|                                                                           |                  |       |        |                                                                                    |
| 28 september Vriendschappelijk № 370 «onderlinge duels» 18:00 uur (UTC+1) | Joegoslavië      | 1 – 0 | Italië | Maksimirstadion, Zagreb Toeschouwers: 40.000 Scheidsrechter: Gyula Emsberger (HUN) |
| 28 september Vriendschappelijk № 370 «onderlinge duels» 18:00 uur (UTC+1) | Ivica Šurjak 41' |       |        | Maksimirstadion, Zagreb Toeschouwers: 40.000 Scheidsrechter: Gyula Emsberger (HUN) |

|                                                                            |                                                               |       |              |                                                                                     |
| 30 oktober EK 1976 kwalificatie № 371 «onderlinge duels» 17:30 uur (UTC+1) | Joegoslavië                                                   | 3 – 1 | Noorwegen    | JNA Stadion, Belgrado Toeschouwers: 9.910 Scheidsrechter: Antoine Queudeville (LUX) |
| 30 oktober EK 1976 kwalificatie № 371 «onderlinge duels» 17:30 uur (UTC+1) | Momčilo Vukotić 43' Josip Katalinski 58' Josip Katalinski 72' |       | 36' Tom Lund | JNA Stadion, Belgrado Toeschouwers: 9.910 Scheidsrechter: Antoine Queudeville (LUX) |

### 1975
|                                                                          |                    |       |             |                                                                               |
| 16 april EK 1976 kwalificatie № 372 «onderlinge duels» 17:00 uur (UTC+1) | Noord-Ierland      | 1 – 0 | Joegoslavië | Windsor Park, Belfast Toeschouwers: 25.847 Scheidsrechter: Robert Wurtz (FRA) |
| 16 april EK 1976 kwalificatie № 372 «onderlinge duels» 17:00 uur (UTC+1) | Bryan Hamilton 23' |       |             | Windsor Park, Belfast Toeschouwers: 25.847 Scheidsrechter: Robert Wurtz (FRA) |

|                                                                     |                                                       |       |           |                                                                               |
| 31 mei Vriendschappelijk № 373 «onderlinge duels» 16:30 uur (UTC+1) | Joegoslavië                                           | 3 – 0 | Nederland | JNA Stadion, Belgrado Toeschouwers: 25.000 Scheidsrechter: Lajos Somlai (HUN) |
| 31 mei Vriendschappelijk № 373 «onderlinge duels» 16:30 uur (UTC+1) | Dušan Savić 12' Danilo Popivoda 18' Zvonko Ivezić 81' |       |           | JNA Stadion, Belgrado Toeschouwers: 25.000 Scheidsrechter: Lajos Somlai (HUN) |

|                                                                        |                  |       |                                        |                                                                               |
| 4 juni EK 1976 kwalificatie № 374 «onderlinge duels» 19:00 uur (UTC+1) | Zweden           | 1 – 2 | Joegoslavië                            | Råsundastadion, Solna Toeschouwers: 27.250 Scheidsrechter: Vital Loraux (BEL) |
| 4 juni EK 1976 kwalificatie № 374 «onderlinge duels» 19:00 uur (UTC+1) | Ralf Edström 16' |       | 41' Josip Katalinski 78' Zvonko Ivezić | Råsundastadion, Solna Toeschouwers: 27.250 Scheidsrechter: Vital Loraux (BEL) |

|                                                                        |                    |       |                                                          |                                                                                        |
| 9 juni EK 1976 kwalificatie № 375 «onderlinge duels» 19:00 uur (UTC+1) | Noorwegen          | 1 – 3 | Joegoslavië                                              | Ullevaalstadion, Oslo Toeschouwers: 21.708 Scheidsrechter: Edgar Helmut Pedersen (DEN) |
| 9 juni EK 1976 kwalificatie № 375 «onderlinge duels» 19:00 uur (UTC+1) | Stein Thunberg 65' |       | 12' Ivan Buljan 13' Vladislav Bogićević 25' Ivica Šurjak | Ullevaalstadion, Oslo Toeschouwers: 21.708 Scheidsrechter: Edgar Helmut Pedersen (DEN) |

|                                                                            |                                                      |       |        |                                                                                        |
| 15 oktober EK 1976 kwalificatie № 376 «onderlinge duels» 18:00 uur (UTC+1) | Joegoslavië                                          | 3 – 0 | Zweden | Maksimirstadion, Zagreb Toeschouwers: 29.836 Scheidsrechter: Walter Hungerbühler (SUI) |
| 15 oktober EK 1976 kwalificatie № 376 «onderlinge duels» 18:00 uur (UTC+1) | Brane Oblak 18' Franjo Vladić 50' Dragutin Vabec 53' |       |        | Maksimirstadion, Zagreb Toeschouwers: 29.836 Scheidsrechter: Walter Hungerbühler (SUI) |

|                                                                             |                 |       |               |                                                                                          |
| 19 november EK 1976 kwalificatie № 377 «onderlinge duels» 18:00 uur (UTC+1) | Joegoslavië     | 1 – 0 | Noord-Ierland | JNA Stadion, Belgrado Toeschouwers: 21.545 Scheidsrechter: Antonio Camacho Jiménez (ESP) |
| 19 november EK 1976 kwalificatie № 377 «onderlinge duels» 18:00 uur (UTC+1) | Brane Oblak 21' |       |               | JNA Stadion, Belgrado Toeschouwers: 21.545 Scheidsrechter: Antonio Camacho Jiménez (ESP) |

### 1976
|                                                        |                  |       |                  |                                                                                               |
| 18 februari Vriendschappelijk № 378 «onderlinge duels» | Tunesië          | 2 – 1 | Joegoslavië      | Stade Olympique El Menzah, Tunis Toeschouwers: 4.500 Scheidsrechter: Aissaoui Boudabous (TUN) |
| 18 februari Vriendschappelijk № 378 «onderlinge duels» | Mohamed Ali Akid |       | 18' Ivica Šurjak | Stade Olympique El Menzah, Tunis Toeschouwers: 4.500 Scheidsrechter: Aissaoui Boudabous (TUN) |

|                                                        |            |       |                                      |                                                                                            |
| 24 februari Vriendschappelijk № 379 «onderlinge duels» | Algerije   | 1 – 2 | Joegoslavië                          | Stadion van 5 juli 1962, Algiers Toeschouwers: 5.000 Scheidsrechter: Zoubir Benganif (ALG) |
| 24 februari Vriendschappelijk № 379 «onderlinge duels» | Ighili 57' |       | 16' Momčilo Vukotić 60' Edhem Šljivo | Stadion van 5 juli 1962, Algiers Toeschouwers: 5.000 Scheidsrechter: Zoubir Benganif (ALG) |

|                                                                       |             |       |           |                                                                                         |
| 17 april Vriendschappelijk № 380 «onderlinge duels» 17:30 uur (UTC+1) | Joegoslavië | 0 – 0 | Hongarije | Banja Lukastadion, Banja Luka Toeschouwers: 11.000 Scheidsrechter: Atanas Mateyev (BUL) |
| 17 april Vriendschappelijk № 380 «onderlinge duels» 17:30 uur (UTC+1) |             |       |           | Banja Lukastadion, Banja Luka Toeschouwers: 11.000 Scheidsrechter: Atanas Mateyev (BUL) |

|                                                                          |                                        |       |       |                                                                                  |
| 24 april EK 1976 kwalificatie № 381 «onderlinge duels» 17:30 uur (UTC+1) | Joegoslavië                            | 2 – 0 | Wales | Maksimirstadion, Zagreb Toeschouwers: 36.917 Scheidsrechter: Paul Schiller (AUT) |
| 24 april EK 1976 kwalificatie № 381 «onderlinge duels» 17:30 uur (UTC+1) | Momčilo Vukotić 1' Danilo Popivoda 58' |       |       | Maksimirstadion, Zagreb Toeschouwers: 36.917 Scheidsrechter: Paul Schiller (AUT) |

|                                                                        |               |       |                             |                                                                               |
| 22 mei EK 1976 kwalificatie № 382 «onderlinge duels» 15:00 uur (UTC+1) | Wales         | 1 – 1 | Joegoslavië                 | Ninian Park, Cardiff Toeschouwers: 30.346 Scheidsrechter: Rudi Glöckner (DDR) |
| 22 mei EK 1976 kwalificatie № 382 «onderlinge duels» 15:00 uur (UTC+1) | Ian Evans 38' |       | 19' (pen.) Josip Katalinski | Ninian Park, Cardiff Toeschouwers: 30.346 Scheidsrechter: Rudi Glöckner (DDR) |

| Europees kampioenschap voetbal 1976 |
| ----------------------------------- |

|                                                                         |                                       |              |                                                                         |                                                                                     |
| 17 juni EK 1976 Halve finale № 383 «onderlinge duels» 20:15 uur (UTC+1) | Joegoslavië                           | 2 – 4 (n.v.) | West-Duitsland                                                          | Rode Sterstadion, Belgrado Toeschouwers: 50.562 Scheidsrechter: Fred Delcourt (BEL) |
| 17 juni EK 1976 Halve finale № 383 «onderlinge duels» 20:15 uur (UTC+1) | Danilo Popivoda 20' Dragan Džajić 32' |              | 65' Heinz Flohe 80' Dieter Müller 115' Dieter Müller 119' Dieter Müller | Rode Sterstadion, Belgrado Toeschouwers: 50.562 Scheidsrechter: Fred Delcourt (BEL) |

|                                                                         |                                        |              |                                                         |                                                                                       |
| 19 juni EK 1976 Troostfinale № 384 «onderlinge duels» 20:15 uur (UTC+1) | Joegoslavië                            | 2 – 3 (n.v.) | Nederland                                               | Maksimirstadion, Zagreb Toeschouwers: 6.766 Scheidsrechter: Walter Hungerbühler (SUI) |
| 19 juni EK 1976 Troostfinale № 384 «onderlinge duels» 20:15 uur (UTC+1) | Josip Katalinski 43' Dragan Džajić 83' |              | 27' Ruud Geels 35' Willy van de Kerkhof 107' Ruud Geels | Maksimirstadion, Zagreb Toeschouwers: 6.766 Scheidsrechter: Walter Hungerbühler (SUI) |

|  |  |  |  |  |  |  |  |  |

|                                                                           |                                                                |       |             |                                                                                         |
| 25 september Vriendschappelijk № 385 «onderlinge duels» 19:00 uur (UTC+2) | Italië                                                         | 3 – 0 | Joegoslavië | Olympisch Stadion, Rome Toeschouwers: 27.315 Scheidsrechter: Pablo Sánchez Ibáñez (ESP) |
| 25 september Vriendschappelijk № 385 «onderlinge duels» 19:00 uur (UTC+2) | Roberto Bettega 33' Francesco Graziani 73' Roberto Bettega 85' |       |             | Olympisch Stadion, Rome Toeschouwers: 27.315 Scheidsrechter: Pablo Sánchez Ibáñez (ESP) |

|                                                                            |                  |       |             |                                                                                                  |
| 10 oktober WK 1978 kwalificatie № 386 «onderlinge duels» 17:30 uur (UTC+1) | Spanje           | 1 – 0 | Joegoslavië | Estadio Ramón Sánchez Pizjuán, Sevilla Toeschouwers: 19.217 Scheidsrechter: Károly Palotai (HUN) |
| 10 oktober WK 1978 kwalificatie № 386 «onderlinge duels» 17:30 uur (UTC+1) | Pirri 86' (pen.) |       |             | Estadio Ramón Sánchez Pizjuán, Sevilla Toeschouwers: 19.217 Scheidsrechter: Károly Palotai (HUN) |

### 1977
|                                                                         |          |                   |             |                                                                                    |
| 30 januari Vriendschappelijk № 387 «onderlinge duels» 15:15 uur (UTC−5) | Colombia | 0 – 1             | Joegoslavië | Estadio El Campín, Bogota Toeschouwers: 35.000 Scheidsrechter: Mario Canessa (CHI) |
| 30 januari Vriendschappelijk № 387 «onderlinge duels» 15:15 uur (UTC−5) |          | 17' Dušan Bajević |             | Estadio El Campín, Bogota Toeschouwers: 35.000 Scheidsrechter: Mario Canessa (CHI) |

|                                                                         | |       |                   |                                                                                       |
| 1 februari Vriendschappelijk № 388 «onderlinge duels» 20:45 uur (UTC−6) | Mexico | 5 – 1 | Joegoslavië       | Estadio León, León Toeschouwers: 20.000 Scheidsrechter: Enrique Mendoza Guillen (MEX) |
| 1 februari Vriendschappelijk № 388 «onderlinge duels» 20:45 uur (UTC−6) | Rafael Chavez 13' Raul Isiordia 41' Zoran Jelikic 42' (e.d.) Alfredo Jimenez 70' Arturo Vazquez Ayala 90' |       | 87' Dušan Bajević | Estadio León, León Toeschouwers: 20.000 Scheidsrechter: Enrique Mendoza Guillen (MEX) |

|                                                                         |        |                  |             | |
| 8 februari Vriendschappelijk № 389 «onderlinge duels» 20:45 uur (UTC−6) | Mexico | 0 – 1            | Joegoslavië | Estadio Universitario, San Nicolás de los Garza Toeschouwers: 15.000 Scheidsrechter: Javier Galindo (MEX) |
| 8 februari Vriendschappelijk № 389 «onderlinge duels» 20:45 uur (UTC−6) |        | 9' Dušan Bajević |             | Estadio Universitario, San Nicolás de los Garza Toeschouwers: 15.000 Scheidsrechter: Javier Galindo (MEX) |

|                                                                       |                                     |       |                                                                               |                                                                                       |
| 23 maart Vriendschappelijk № 390 «onderlinge duels» 17:00 uur (UTC+1) | Joegoslavië                         | 2 – 4 | Sovjet-Unie                                                                   | JNA Stadion, Belgrado Toeschouwers: 17.000 Scheidsrechter: Pablo Sánchez Ibáñez (ESP) |
| 23 maart Vriendschappelijk № 390 «onderlinge duels» 17:00 uur (UTC+1) | Dušan Bajević 26' Jure Jerković 70' |       | 42' Oleh Blochin 54' Davit Kipiani 61' Oleh Blochin 86' (pen.) Leonid Boerjak | JNA Stadion, Belgrado Toeschouwers: 17.000 Scheidsrechter: Pablo Sánchez Ibáñez (ESP) |

|                                                                       |                   |       |                                            |                                                                                     |
| 30 april Vriendschappelijk № 391 «onderlinge duels» 17:30 uur (UTC+1) | Joegoslavië       | 1 – 2 | West-Duitsland                             | Rode Sterstadion, Belgrado Toeschouwers: 16.839 Scheidsrechter: Doğan Babacan (TUR) |
| 30 april Vriendschappelijk № 391 «onderlinge duels» 17:30 uur (UTC+1) | Dušan Bajević 60' |       | 12' Dieter Müller 73' (pen.) Rainer Bonhof | Rode Sterstadion, Belgrado Toeschouwers: 16.839 Scheidsrechter: Doğan Babacan (TUR) |

|                                                                       |             |                                          |          |                                                                                      |
| 8 mei WK 1978 kwalificatie № 392 «onderlinge duels» 17:30 uur (UTC+1) | Joegoslavië | 0 – 2                                    | Roemenië | Maksimirstadion, Zagreb Toeschouwers: 45.000 Scheidsrechter: Menahem Ashkenazi (ISR) |
| 8 mei WK 1978 kwalificatie № 392 «onderlinge duels» 17:30 uur (UTC+1) |             | 37' Dudu Georgescu 44' Anghel Iordănescu |          | Maksimirstadion, Zagreb Toeschouwers: 45.000 Scheidsrechter: Menahem Ashkenazi (ISR) |

|                                                                      |          |       |             |                                                                                     |
| 26 juni Vriendschappelijk № 393 «onderlinge duels» 16:00 uur (UTC−3) | Brazilië | 0 – 0 | Joegoslavië | Mineirão, Belo Horizonte Toeschouwers: 91.140 Scheidsrechter: Armando Marques (BRA) |
| 26 juni Vriendschappelijk № 393 «onderlinge duels» 16:00 uur (UTC−3) |          |       |             | Mineirão, Belo Horizonte Toeschouwers: 91.140 Scheidsrechter: Armando Marques (BRA) |

|                                                                     |                              |       |             |                                                                                     |
| 3 juli Vriendschappelijk № 394 «onderlinge duels» 15:00 uur (UTC−3) | Argentinië                   | 1 – 0 | Joegoslavië | La Bombonera, Buenos Aires Toeschouwers: 40.000 Scheidsrechter: Juan Silvagno (CHI) |
| 3 juli Vriendschappelijk № 394 «onderlinge duels» 15:00 uur (UTC−3) | Daniel Passarella 38' (pen.) |       |             | La Bombonera, Buenos Aires Toeschouwers: 40.000 Scheidsrechter: Juan Silvagno (CHI) |

|                                                                        |                                                                                  |       |                                                   |                                                                                           |
| 5 oktober Vriendschappelijk № 395 «onderlinge duels» 18:00 uur (UTC+1) | Hongarije                                                                        | 4 – 3 | Joegoslavië                                       | Népstadion, Boedapest Toeschouwers: 15.000 Scheidsrechter: Valentin Lipatov (Sovjet-Unie) |
| 5 oktober Vriendschappelijk № 395 «onderlinge duels» 18:00 uur (UTC+1) | Zoltán Kereki 18' András Törőcsik 43' Béla Váradi 54' (pen.) András Törőcsik 68' |       | 44' Safet Sušić 83' Safet Sušić 86' Dušan Nikolić | Népstadion, Boedapest Toeschouwers: 15.000 Scheidsrechter: Valentin Lipatov (Sovjet-Unie) |

|                                                                             |                                                                          |       | |                                                                                      |
| 13 november WK 1978 kwalificatie № 396 «onderlinge duels» 14:00 uur (UTC+2) | Roemenië                                                                 | 4 – 6 | Joegoslavië | Stadionul Steaua, Boekarest Toeschouwers: 30.000 Scheidsrechter: Fred Delcourt (BEL) |
| 13 november WK 1978 kwalificatie № 396 «onderlinge duels» 14:00 uur (UTC+2) | Iosif Vigu 2' Anghel Iordănescu 40' László Bölöni 43' Dudu Georgescu 67' |       | 14' Safet Sušić 18' Dražen Mužinić 51' Safet Sušić 62' Safet Sušić 79' Aleksandar Trifunović 84' Zoran Filipović | Stadionul Steaua, Boekarest Toeschouwers: 30.000 Scheidsrechter: Fred Delcourt (BEL) |

|                                                                                   |             |       |             | |
| 16 november Balkan Cup 1977/80 Groep B № 397 «onderlinge duels» 15:00 uur (UTC+2) | Griekenland | 0 – 0 | Joegoslavië | Kleanthis Vikelidisstadion, Thessaloniki Toeschouwers: 18.000 Scheidsrechter: Boris Trendafilov (BUL) |
| 16 november Balkan Cup 1977/80 Groep B № 397 «onderlinge duels» 15:00 uur (UTC+2) |             |       |             | Kleanthis Vikelidisstadion, Thessaloniki Toeschouwers: 18.000 Scheidsrechter: Boris Trendafilov (BUL) |

|                                                                             |             |                |        |                                                                                 |
| 30 november WK 1978 kwalificatie № 398 «onderlinge duels» 13:30 uur (UTC+1) | Joegoslavië | 0 – 1          | Spanje | Rode Sterstadion, Belgrado Toeschouwers: 66.285 Scheidsrechter: Ken Burns (ENG) |
| 30 november WK 1978 kwalificatie № 398 «onderlinge duels» 13:30 uur (UTC+1) |             | 71' Rubén Cano |        | Rode Sterstadion, Belgrado Toeschouwers: 66.285 Scheidsrechter: Ken Burns (ENG) |

### 1978
|                                                                      |      |       |             |                                                                                  |
| 5 april Vriendschappelijk № 399 «onderlinge duels» 17:30 uur (UTC+5) | Iran | 0 – 0 | Joegoslavië | Aryamehrstadion, Teheran Toeschouwers: 50.000 Scheidsrechter: Jafar Namdar (IRN) |
| 5 april Vriendschappelijk № 399 «onderlinge duels» 17:30 uur (UTC+5) |      |       |             | Aryamehrstadion, Teheran Toeschouwers: 50.000 Scheidsrechter: Jafar Namdar (IRN) |

|                                                                     |        |       |             |                                                                                |
| 18 mei Vriendschappelijk № 400 «onderlinge duels» 19:00 uur (UTC+1) | Italië | 0 – 0 | Joegoslavië | Olympisch Stadion, Rome Toeschouwers: 19.650 Scheidsrechter: Jean Dubach (SUI) |
| 18 mei Vriendschappelijk № 400 «onderlinge duels» 19:00 uur (UTC+1) |        |       |             | Olympisch Stadion, Rome Toeschouwers: 19.650 Scheidsrechter: Jean Dubach (SUI) |

|                                                                           |                       |       |                            |                                                                                   |
| 4 oktober EK 1980 kwalificatie № 401 «onderlinge duels» 17:30 uur (UTC+1) | Joegoslavië           | 1 – 2 | Spanje                     | Maksimirstadion, Zagreb Toeschouwers: 41.539 Scheidsrechter: Erich Linemayr (AUT) |
| 4 oktober EK 1980 kwalificatie № 401 «onderlinge duels» 17:30 uur (UTC+1) | Vahid Halilhodžić 44' |       | 19' Juanito 31' Santillana | Maksimirstadion, Zagreb Toeschouwers: 41.539 Scheidsrechter: Erich Linemayr (AUT) |

|                                                                            |                                                         |       |                                                |                                                                                         |
| 25 oktober EK 1980 kwalificatie № 402 «onderlinge duels» 15:00 uur (UTC+2) | Roemenië                                                | 3 – 2 | Joegoslavië                                    | Stadionul Steaua, Boekarest Toeschouwers: 24.090 Scheidsrechter: Ricardo Lattanzi (ITA) |
| 25 oktober EK 1980 kwalificatie № 402 «onderlinge duels» 15:00 uur (UTC+2) | Ştefan Sameş 62' Ştefan Sameş 63' Anghel Iordănescu 75' |       | 21' (pen.) Vladimir Petrović 90' Damir Desnica | Stadionul Steaua, Boekarest Toeschouwers: 24.090 Scheidsrechter: Ricardo Lattanzi (ITA) |

|                                                                                   |                                                                                          |       |                   |                                                                                 |
| 15 november Balkan Cup 1977/80 Groep B № 403 «onderlinge duels» 13:30 uur (UTC+1) | Joegoslavië                                                                              | 4 – 1 | Griekenland       | Gradskistadion, Skopje Toeschouwers: 16.000 Scheidsrechter: Bogdan Dochev (BUL) |
| 15 november Balkan Cup 1977/80 Groep B № 403 «onderlinge duels» 13:30 uur (UTC+1) | Vahid Halilhodžić 33' Dušan Savić 48' Vahid Halilhodžić 58' Vahid Halilhodžić 84' (pen.) |       | 32' Thomas Mavros | Gradskistadion, Skopje Toeschouwers: 16.000 Scheidsrechter: Bogdan Dochev (BUL) |

### 1979
|                                                                         |        |                                                               |             |                                                                                |
| 1 april EK 1980 kwalificatie № 404 «onderlinge duels» 16:00 uur (UTC+3) | Cyprus | 0 – 3                                                         | Joegoslavië | Makariostadion, Nicosia Toeschouwers: 3.788 Scheidsrechter: László Pádár (HUN) |
| 1 april EK 1980 kwalificatie № 404 «onderlinge duels» 16:00 uur (UTC+3) |        | 40' Zlatko Vujović 49' Zlatko Vujović 87' (pen.) Ivica Šurjak |             | Makariostadion, Nicosia Toeschouwers: 3.788 Scheidsrechter: László Pádár (HUN) |

|                                                                      |                                                                   |       |                 |                                                                                      |
| 13 juni Vriendschappelijk № 405 «onderlinge duels» 18:00 uur (UTC+1) | Joegoslavië                                                       | 4 – 1 | Italië          | Maksimirstadion, Zagreb Toeschouwers: 20.000 Scheidsrechter: Walter Eschweiler (FRG) |
| 13 juni Vriendschappelijk № 405 «onderlinge duels» 18:00 uur (UTC+1) | Safet Sušić 28' Safet Sušić 36' Safet Sušić 66' Velimir Zajec 86' |       | 25' Paolo Rossi | Maksimirstadion, Zagreb Toeschouwers: 20.000 Scheidsrechter: Walter Eschweiler (FRG) |

|                                                                           |                                                                    |       |                                                |                                                                                     |
| 16 september Vriendschappelijk № 406 «onderlinge duels» 20:00 uur (UTC+1) | Joegoslavië                                                        | 4 – 2 | Argentinië                                     | Rode Sterstadion, Belgrado Toeschouwers: 20.000 Scheidsrechter: Romeo Stâncan (ROU) |
| 16 september Vriendschappelijk № 406 «onderlinge duels» 20:00 uur (UTC+1) | Safet Sušić 22' Safet Sušić 53' Safet Sušić 68' Blaž Slišković 87' |       | 82' Daniel Passarella 90' Roberto Osvaldo Diaz | Rode Sterstadion, Belgrado Toeschouwers: 20.000 Scheidsrechter: Romeo Stâncan (ROU) |

|                                                                            |        |                 |             |                                                                                      |
| 10 oktober EK 1980 kwalificatie № 407 «onderlinge duels» 21:00 uur (UTC+1) | Spanje | 0 – 1           | Joegoslavië | Estadio Mestalla, Valencia Toeschouwers: 28.078 Scheidsrechter: Brian McGinlay (SCO) |
| 10 oktober EK 1980 kwalificatie № 407 «onderlinge duels» 21:00 uur (UTC+1) |        | 5' Ivica Šurjak |             | Estadio Mestalla, Valencia Toeschouwers: 28.078 Scheidsrechter: Brian McGinlay (SCO) |

|                                                                            |                                       |       |                     |                                                                                  |
| 31 oktober EK 1980 kwalificatie № 408 «onderlinge duels» 14:00 uur (UTC+1) | Joegoslavië                           | 2 – 1 | Roemenië            | Stadion Trepče, Mitrovicë Toeschouwers: 24.397 Scheidsrechter: Jan Redelfs (FRG) |
| 31 oktober EK 1980 kwalificatie № 408 «onderlinge duels» 14:00 uur (UTC+1) | Zlatko Vujović 48' Blaž Slišković 50' |       | 79' Marcel Răducanu | Stadion Trepče, Mitrovicë Toeschouwers: 24.397 Scheidsrechter: Jan Redelfs (FRG) |

|                                                                             |                                                                                                  |       |        |                                                                                       |
| 14 november EK 1980 kwalificatie № 409 «onderlinge duels» 15:30 uur (UTC+1) | Joegoslavië                                                                                      | 5 – 0 | Cyprus | Stadion Vojvodine, Novi Sad Toeschouwers: 14.134 Scheidsrechter: Yordan Zhezhov (BUL) |
| 14 november EK 1980 kwalificatie № 409 «onderlinge duels» 15:30 uur (UTC+1) | Zlatko Kranjčar 32' Zlatko Kranjčar 50' Zlatko Vujović 60' Vladimir Petrović 75' Dušan Savić 87' |       |        | Stadion Vojvodine, Novi Sad Toeschouwers: 14.134 Scheidsrechter: Yordan Zhezhov (BUL) |

CONMEBOL: Colombia · Ecuador

UEFA: Albanië · België · Bulgarije · Cyprus · Denemarken · West-Duitsland · Duitse Democratische Republiek · Engeland · Finland · Frankrijk · Griekenland · Hongarije · IJsland · Ierland · Italië · Joegoslavië · Luxemburg · Malta · Nederland · Noord-Ierland · Noorwegen · Oostenrijk · Polen · Portugal · Roemenië · Schotland ·  Sovjet-Unie ·  Spanje · Tsjecho-Slowakije · Turkije · Wales ·  Zweden · Zwitserland

CAF: Madagaskar AFC: Israël

FSJ · A-internationals · Bondscoaches · Selecties · Joegoslavisch vrouwenelftal · Joegoslavië U21 · Joegoslavië U19 · Joegoslavië U18 · Joegoslavië U17 · Joegoslavië U16
1920 – 1929 ·
1930 – 1939 ·
1940 – 1949 ·
1950 – 1959 ·
1960 – 1969 ·
1970 – 1979 ·
1980 – 1989 ·
1990 – 1999 ·
2000 – 2002
EK 1960 · 
EK 1968 · 
EK 1976 · 
EK 1984 · 
EK 2000
WK 1930 · 
WK 1950 · 
WK 1954 · 
WK 1958 · 
WK 1962 · 
WK 1974 · 
WK 1982 · 
WK 1990 · 
WK 1998 · 
OS 1920 · 
OS 1924 · 
OS 1928 · 
OS 1948 · 
OS 1952 · 
OS 1956 · 
OS 1960 · 
OS 1980 · 
OS 1984 · 
OS 1988
1920 · 
1921 · 
1922 · 
1923 · 
1924 · 
1925 · 
1926 · 
1927 · 
1928 · 
1929 · 
1930 · 
1931 · 
1932 · 
1933 · 
1934 · 
1935 · 
1936 · 
1937 · 
1938 · 
1939 · 
1940 · 
1941 · 
1942 · 1943 · 1944 · 1945 · 
1946 · 
1947 · 
1948 · 
1949 · 
1950 · 
1952 · 
1952 · 
1953 · 
1954 · 
1955 · 
1956 · 
1957 · 
1958 · 
1959 · 
1960 · 
1961 · 
1962 · 
1963 · 
1964 · 
1965 · 
1966 · 
1967 · 
1968 · 
1969 · 
1970 · 
1971 · 
1972 · 
1973 · 
1974 · 
1975 · 
1976 · 
1977 · 
1978 · 
1979 · 
1980 · 
1981 · 
1982 · 
1983 · 
1984 · 
1985 · 
1986 · 
1987 · 
1988 · 
1989 · 
1990 · 
1991 · 
1992 · 
1993 · 
1994 · 
1995 · 
1996 · 
1997 · 
1998 · 
1999 · 
2000 · 
2001 · 
2002 · 
Albanië ·
Algerije ·
Argentinië ·
Bangladesh ·
België ·
Bolivia ·
Bosnië en Herzegovina · 
Brazilië ·
Bulgarije ·
Canada ·
Chili ·
China ·
Colombia ·
Congo-Kinshasa ·
Costa Rica ·
Cyprus ·
Denemarken ·
DDR ·
Duitsland ·
Ecuador ·
Egypte ·
El Salvador · 
Engeland ·
Ethiopië ·
Faeröer ·
Finland ·
Frankrijk ·
Ghana · 
Griekenland ·
Honduras ·
Hongarije ·
Hongkong ·
Ierland ·
Indonesië ·
Iran ·
Israël ·
Italië ·
Japan ·
Kroatië ·
Luxemburg ·
Malta ·
Marokko ·
Mexico ·
Nederland ·
Nigeria ·
Noord-Ierland ·
Noord-Macedonië ·
Noorwegen ·
Oekraïne ·
Oostenrijk ·
Paraguay ·
Peru · 
Polen ·
Portugal ·
Roemenië ·
Rusland ·
Saarland ·
Schotland ·
Slovenië ·
Slowakije ·
Sovjet-Unie ·
Spanje ·
Tsjechië ·
Tsjecho-Slowakije ·
Tunesië ·
Turkije ·
Uruguay ·
Venezuela ·
Verenigde Arabische Emiraten ·
Verenigde Staten ·
Wales ·
Zuid-Korea ·
Zweden ·
Zwitserland